# San José de Rancho Nuevo
San José de Rancho Nuevo es una localidad del estado mexicano de Guanajuato. Es parte del municipio de San Felipe.

## Toponimia
El nombre «San José» hace referencia al santo patrono de la localidad: José de Nazaret.

## Demografía
| Gráfica de evolución demográfica |
|                                  |

| Censo | Población |
| ----- | --------- |
| 1980  | 575       |
| 1990  | 781       |
| 2000  | 865       |
| 2010  | 1 172     |
| 2020  | 1 414     |